# 蒂姆·多兹
蒂莫西·安德鲁·多兹（英語：Timothy Andrew Dodds，1962年1月28日—），新西兰男子射击运动员。他曾代表新西兰参加1990年英联邦运动会射击比赛，获得男子双人双向飞碟铜牌。